# Baisieux
 Baisieux  es una población y comuna francesa, en la región de Alta Francia, departamento de Norte, en el distrito de Lille y cantón de Lannoy.

## Demografía
| 2879 | 2942 | 2851 | 3505 | 3555 | 4039 |
| Para los censos de 1962 a 1999 la población legal corresponde a la población sin duplicidades (Fuente: INSEE [Consultar]) |      |      |      |      |      |